# Мурат Јакин
Мурат Јакин (тур. Murat Yakın; Базел, 15. септембар 1974) швајцарски је фудбалски тренер и бивши фудбалер турског порекла. Тренутно је селектор репрезентације Швајцарске.

## Биографија
Старији је брат Хакана Јакина, бившег професионалног фудбалера који је играо за Грасхопер, Базел и Јанг бојс те репрезентације Швајцарске. Турског је порекла.